# Rhys Coiro
Pour les articles homonymes, voir Rhys.
Rhys J. Coiro est un acteur américain né le 12 mars 1979 dans la région de Calabre en Italie.

## Filmographie

### Cinéma
- 2003 : Making Revolution de Daniel Klein : un activiste italien
- 2007 : Look d'Adam Rifkin : Ace
- 2007 : Mama's Boy (Mama's Boy) de Tim Hamilton : Trip
- 2008 : Draw (court métrage) de Ryan Pearce : Alex
- 2009 : Glock (court métrage) de Tom Everett Scott
- 2009 : Unborn de David S. Goyer : M. Shields
- 2009 : Kidnapping Caitlynn (court métrage) de Kat Coiro : Daniel
- 2009 : Columbia Ave. (court métrage) de Mel Rodriguez : Frank Monaghan
- 2010 : Snow & Ashes de Charles-Olivier Michaud : Blaise
- 2010 : High School de John Stalberg (en) : Vato
- 2010 : Order of Chaos de Vince Vieluf : John
- 2010 : MacGruber de Jorma Taccone : Yerik Novikov
- 2010 : 30 jours de nuit : Jours sombres (30 Days of Night: Dark Days) (vidéo) de Ben Ketai : Paul
- 2011 : A Good Old Fashioned Orgy d'Alex Gregory et Peter Huyck : Marcus
- 2011 : Chiens de paille (Straw Dogs) de Rod Lurie : Norman
- 2013 : Trois colocs et un bébé (L!fe Happens) de Kat Coiro : Marc
- 2013 : Chlorine de Jay Alaimo : Pat
- 2013 : As Cool as I Am de Max Mayer : Ron
- 2013 : Man Without a Head de Johnny Roc : Dino
- 2013 : Forever de Tatia Pilieva : Gordon
- 2013 : This Last Lonely Place de Steve Anderson : Sam Taylor
- 2013 : One Square Mile de Charles-Olivier Michaud : Eli
- 2015 : Entourage de Doug Ellin : Billy Walsh
- 2025 : Trust de Carlson Young

### Télévision
- 2003 : One on One - Saison 3, épisode 6 : Zorbo Vishanisavik
- 2004-2011 : Entourage - Saisons 1 à 8[1] : William « Billy » Walsh
- 2005 : Six Feet Under (Six Feet Under) - Saison 5, épisode 2 : Wolf
- 2005 : Les Experts : Miami (CSI: Miami) - Saison 4, épisode 1 : Diablo
- 2005 : Les Experts : Manhattan (CSI: NY) - Saison 2, épisode 5 : Razor
- 2006 : Ugly Betty - Saison 1, épisodes 3 et 4 : Vincent Bianchi
- 2007 : Numb3rs - Saison 3, épisode 14 : Ricky Jones
- 2007 : Esprits criminels (Criminal Minds) - Saison 2, épisode 18 : Ethan
- 2007 : Raines - Saison 1, épisode 2 : Eddie
- 2007 : Tell Me You Love Me - Saison 1, épisode 3 : Jaime's Rebound
- 2007 : Les Experts (CSI: Crime Scene Investigation) - Saison 8, épisode 3 : l'avocat du révérend
- 2008 : Small Town News de William Savage : Dr Abernathy
- 2009 : 24 heures chrono (24) - Saison 7, épisodes 1 à 10 : Sean Hillinger
- 2010 : Burn Notice - Saison 4, épisode 5 : Vince Cutler
- 2010 : Dark Blue : Unité infiltrée - Saison 2, épisode 1 : Victor
- 2010 : Hawaii 5-0 (Hawaii Five-O) - Saison 1, épisode 11 : Bradford Matinsky
- 2011-2012 : A Gifted Man - Saison 1, 16 épisodes : Dr. Zeke Barnes
- 2012 : Person of Interest - Saison 1, épisode 18 : Jordan Hester
- 2013 : Dexter - Saison 8
- 2013 : New York, unité spéciale (saison 14, épisode 23) : Santiago Morales
- 2013 : Hostages (téléfilm) de Jeffrey Nachmanoff : Kramer Daly
- 2015 : Graceland : Ari Sarkissian
- 2015 : The Lizzie Borden Chronicles : Chester Phipps
- 2017 : The Mick : Saison 2 épisode 7 : Ipp Deluca
- 2018  The Walking Dead (4 épisodes) : Jed
- 2021 : New York, unité spéciale (saison 23, épisode 3) : Gabe Navarro
- 2022 : She-Hulk : Avocate : Donny Blaze (1 épisode)
- 2024 : The Penguin : Sebastian Hady (2 épisodes)